# Université d'État agricole du Kouban
L'université d'État agricole du Kouban (Кубанский государственный аграрный университет) est l'université agricole importante de fédération de Russie. Elle se trouve à Krasnodar (dans le Kouban) et a été fondée en 1922. Elle s'étend sur 207 hectares et comprend 26 facultés et 20 bâtiments universitaires pour 22 000 étudiants et 4 000 enseignants. Son recteur est M. Alexandre Troubiline. L'université d'État agricole du Kouban est membre du réseau de l'association européenne des universités agricoles « Natura » et de l'association « Erasmus mundus », financée par l'Union européenne.

## Facultés
- Biologiques
  - Faculté d'agrochimie et de pédologie
  - Faculté d'agronomie
  - Faculté d'agrotechnologie
  - Faculté de défense de la végétation
  - Faculté d'écologie
  - Faculté de fruiticulture et de viticulture
  - Faculté de médecine vétérinaire
  - Faculté de sélection et de génétique des cultures agricoles
  - Faculté de zootechnologie et de management
- Économiques
  - Faculté d'économie
  - Faculté d'économie mondiale
  - Faculté de finances et de comptabilité
  - Faculté de finances et de crédit
  - Faculté de fiscalité et de taxation
  - Faculté de gestion
  - Faculté d'informatique appliquée
- Ingénierie
  - Faculté de technologies traitantes
  - Faculté de mécanisation
  - Faculté d'énergétique et d'électrification
  - Faculté d'hydroalimentation et d'hydromécanique
  - Faculté d'hydroculture et d'amendement
  - Faculté d'ingénierie agricole
  - Faculté d'ingénierie civile
  - Faculté d'ingénierie architecturale
  - Faculté de cadastre agricole
- Autres
  - Faculté juridique
  - Enseignement militaire
  - Enseignement par correspondance

## Complexe universitaire
L'université comprend vingt bâtiments d'enseignement et de laboratoires, vingt foyers universitaires de 9 000 places, 2 instituts de recherches scientifiques (l'Institut de biotechnologie et de certification des produits alimentaires et l'institut d'écologie appliquée et expérimentale fondé en décembre 1995). Elle dispose d'un jardin botanique  (le jardin botanique Ivan Kossenko, fondé en 1959), d'une bibliothèque comprenant un fonds d'un million d'ouvrages, d'une station d'expérimentation, et d'un complexe sportif comprenant une piscine et divers aménagements sportifs.
L'université possède deux exploitations agricoles Kouban et Krasnodarskoïe servant aux études, un institut des affaires agricoles (servant à la formation professionnelle de spécialistes) fondé en 1991, et quatre filiales: à Anapa; à Brioukhovetskaïa; à Novokoubansk et à Voznessensk.
L'université dispose enfin d'un centre de vacances et de sport Krinitsa, situé au bord de la mer Noire pour ses étudiants.

## Historique
Son histoire commence en 1918, lorsqu'un département d'agronomie est fondé au institut polytechnique du Kouban. Il devient autonome en 1922 sous le nom d'institut d'agriculture du Kouban formant des spécialistes et comprend 24 chaires en 1934 dont celles concernant la viticulture sont renommées. C'est dans les années 1960 que l'université prend un tournant en formant des spécialistes en économie agricole. Le nombre des étudiants augmente alors rapidement. Il y avait ainsi 10 facultés en 1972 pour 6 900 étudiants et 600 enseignants répartis en 102 chaires dont 80 dirigées par des docteurs ès sciences.
Les années 1990 provoquent un changement de fond avec l'ouverture de nouvelles facultés. L'institut prend son nom actuel en 1991. Aujourd'hui ce sont près de 4 000 diplômés qui sortent chaque année. Des agronomes ou sélectionneurs de renom international ont été formés dans cet établissement, parmi lesquels Pavel Loukianenko (1901-1973), spécialiste de l'hybridation ; l'académicien Vassili Poustovoït (1886-1972) ; le géologue Victor Kovda (1904-1991) ; et Guennadi Romanenko (1937) président de l'Union des Académies européennes d'agriculture, d'hydroculture et de l'utilisation de la nature.
Aujourd'hui 98 chaires sont dirigées pour former des spécialistes (dont 556 candidats au doctorat et dozents) avec 1.300 enseignants. Parmi les publications de l'université, la plus importante est Troudy koubanskovo gossoudarstvennovo agrarnovo ouniversiteta (Труды кубанского государственного аграрного университета) (en français : Travaux de l'université d'État agricole du Kouban) qui fait paraître les thèses de ses étudiants dans le domaine de l'agronomie, de la sylviculture et de la biologie, des spécialités zootechniques et vétérinaires, de l'industrie agroalimentaire et de l'économie agricole. Entre 2006 et 2011, ce sont 1 655 articles qui ont été publiés.